# The Reproduction of Death
"The Reproduction of Death" är  en låt av det svenska garagerockbandet The (International) Noise Conspiracy från 2001. Låten utgavs som singel samma år på CD av Burning Heart Records och Sub Pop och på 7" av Sub Pop och Sweet Nothing. Den finns också med på bandets andra studioalbum A New Morning, Changing Weather (2001).

## Låtlista

### CD
1. "The Reproduction of Death" - 3:50
2. "The Transmission" - 2:50
3. "Simulacra Overload" - 3:59

### 7"
A
1. "The Reproduction of Death"

B
1. "The Transmission"
2. "Simulacra Overload"

### Fotnoter
1. ↑  ”The Reproduction of Death”. Discogs.com. http://www.discogs.com/International-Noise-Conspiracy-The-Reproduction-Of-Death/release/1823538. Läst 19 april 2012.